# 伊達市立大枝小学校
伊達市立大枝小学校（だてしりつおおえだしょうがっこう）はかつて福島県伊達市梁川町東大枝字東荒田2にあった小学校。

## 沿革
- 1873年9月 伊達崎三支校開校（徳本寺[注釈 1]内）
- 1874年6月 東大枝小学校開校（伊達崎校より分区内）
- 1877年2月 西大枝小学校開校（西松寺[注釈 2]内に合併）
- 1887年4月 東大枝尋常小学校
- 1892年12月 大枝尋常小学校に改称
- 1926年4月 大枝尋常高等小学校に高等科設置、校舎改築（現在地に移転）
- 1941年4月 大枝国民学校に改称
- 1947年4月 大枝村立大枝小学校に改称
- 1954年4月 国見町立大枝小学校に改称（町村合併により校名変更）
- 1954年7月 国見町梁川町大枝小中学校組合立大枝小学校（東大枝地区梁川町編入のため組合立となる）
- 1961年3月 国見町梁川町大枝小学校組合立大枝小学校（大枝中学校閉校に伴い校名変更）
- 1966年6月 校旗制定
- 1973年11月 創立 100 周年記念式典実施 記念碑建立
- 1991年2月 新校舎完成
- 2006年1月 伊達市誕生により伊達市国見町組合立大枝小学校に改称
- 2012年3月 組合立大枝小学校閉校
- 2012年4月 伊達市立大枝小学校開校
- 2017年3月 伊達市立大枝小学校閉校